# ماه آبی (فیلم ۲۰۰۲)
«ماه آبی» (انگلیسی: Blue Moon (2002 film)) فیلمی در ژانر رمانتیک، کمدی، درام، کمدی-درام، و کمدی رمانتیک است.